# NGC 999
NGC 999는 우리 은하로부터 약 1억 9,500만 광년 떨어져있으며, 안드로메다자리에 위치한 중간나선은하이다. 1871년 프랑스 천문학자 Edouard Stephan에 의해 발견되었다.

## 같이 보기
- NGC 1 ~ 999 목록
- NGC 1001